# Sascha Funke

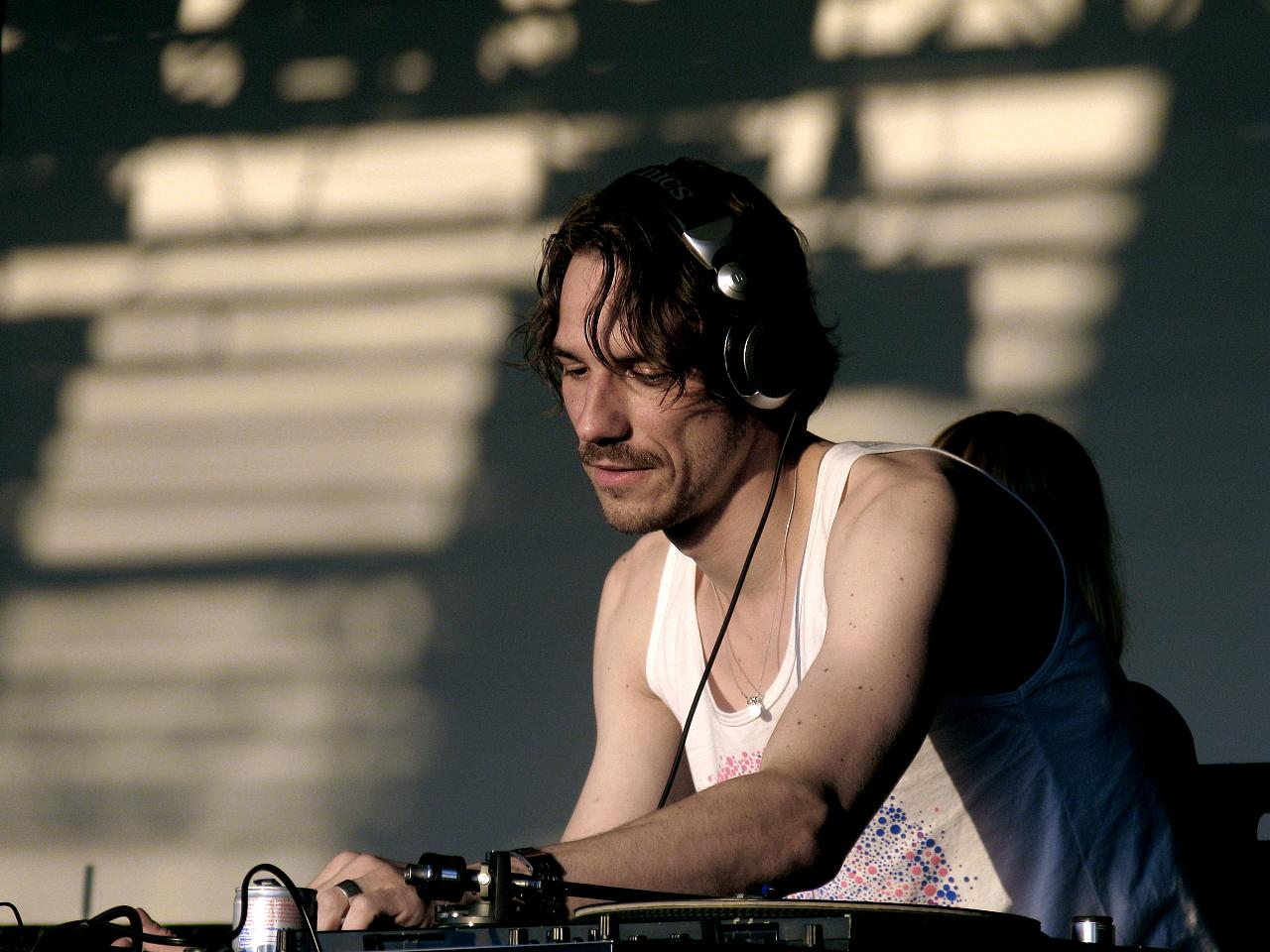
Sascha Funke beim Melt 2008

Sascha Funke (* 1977 in Berlin) ist ein deutscher DJ und Produzent der elektronischen Musikszene.

## Leben
In den 1990ern veranstaltete Funke Partys, seine Mentoren waren schon damals Paul Kalkbrenner und Ellen Allien, mit denen ihn bis heute eine intensive Freundschaft verbindet. Während er in der Anfangszeit als Veranstalter eher auf Trance fixiert war, wechselte er später zu anderen elektronischen Musikrichtungen wie Techno, House und Minimal über.
Ab 1997 arbeitete Sascha Funke als DJ in verschiedenen Berliner Clubs. Zeitgleich zog er mit seinem ersten Studio in die Nebenräume des Casino Clubs ein und begann mit der Produktion eigener Tracks. Seine erste Platte veröffentlichte er beim Kölner Label Kompakt. Im Jahr 2000 veröffentlichte er seine nächste Maxi auf Ellen Alliens Label BPitch Control. In seinen Tracks sind Pop-Einflüsse zu hören.
Der internationale Durchbruch gelang ihm 2001 mit einer Coverversion des Bros-Stücks When will I Be Famous. Sein Debütalbum Bravo erschien 2003. Sein zweites Album Mango folgte im Februar 2008, der gleichnamige Track ist im Soundtrack des Films Berlin Calling enthalten. In diesem Film tritt Funke kurz als DJ auf.
Seit 2012 veröffentlicht Funke auch gemeinsam mit seiner Frau, der Sängerin Julienne Dessagne, unter dem Projektnamen Saschienne. 2012 erschien das Debütalbum des Projekts Unknown bei Kompakt.

## Diskografie (Auswahl)

### Alben
- 2003: Bravo
- 2008: Mango
- 2011: Brave
- 2017: Lotos Land

### Singles & EPs
- 1999: Campus
- 2000: Safety First
- 2000: Luftschloss
- 2000: Interlagos
- 2001: 2:1 Für Die Liebe
- 2001: When Will I Be Famous
- 2001: Drei Auf Drei
- 2002: Funkt
- 2003: Forms & Shapes (Remixe)
- 2004: The Intimate Touch
- 2005: Boy
- 2006: In Between Days
- 2006: The Acrobat
- 2007: Auf Aix
- 2008: Mango Remixes
- 2008: Double-Checked
- 2010: Moses
- 2017: IFA
- 2018: Acatenango

### DJ-Mixe
- Boogy Bytes Vol. 02, 2006
- Watergate 02 (Mix-Compilation), 2008

### Remixe
- Thomas Fehlmann – Radeln (kompakt 100)
- Alexander Kowalski – Lock me up (ministry of sound)
- Anja Schneider – Creaky thoughts (pias)
- Paul Kalkbrenner – Miles away (bpitch control) BPC137
- Heartthrob – Baby kate (minus)